# Eveline Visser
Eveline Visser (Rotterdam, 18 april 1949) is een Nederlandse beeldend kunstenaar die woont en werkt in Rotterdam.
Visser genoot haar opleiding aan de Willem de Kooning Academie voor Beeldende Kunsten te Rotterdam. Sinds 1972 maakt ze schilderijen, diorama's, panorama's, show boxes en geschilderde interieurstukken. Ze werkt veelal in triplex, papier, karton en styrofoam en verf. De schaal varieert in grootte van een klein schilderij tot een grote driedimensionale installatie van 100m², waarin het publiek kan rondlopen of een interactieve ervaring kan opdoen. Onderwerpen die vaak terugkomen in haar werk zijn onder andere oorlog en sciencefiction.
In november 2022 kreeg zij de Hendrik Chabot Prijs uitgereikt.
Eveline Visser wordt vertegenwoordigd door galerie Cokkie Snoei in Rotterdam.

## Werk

### Musea en publieke collecties (selectie)
Werk van Eveline Visser is opgenomen in de collectie van onder andere:
- Museum Boijmans van Beuningen[2][3]
- Caldic collectie
- Alexander Ramselaar collectie
- ABN_AMRO collectie
- NCM collectie  Amsterdam
- Bouwfonds Nederlandse Gemeenten - Hoevelaken
- De Bruijn Heijn collectie Wassenaar
- Artotheken Rotterdam, Amsterdam, Den Haag, Breda, Delft, Utrecht, Groningen

### Solo exposities (selectie)
- Blue is the warmest color / Cokkie Snoei / Rotterdam 2017
- Windsong / Witte Arena / Amsterdam 2015

- the Birds Empire / Boijmans van Beuningen / Rotterdam 2014[4]

- Cloudwalk / Cokkie Snoei / Rotterdam 2013

- Coldwar / Fort aan de Hoek van Holland 2013

- Upperstation / RAWART / Rotterdam 2012
- Upperstation / buro Rotterdam 2012
- showcases / Bob Smit gallery / Rotterdam 2012
- Art Rotterdam Cokkie Snoei /Rotterdam [met P. Palsgraaf en Marjan Teeuwen) 2011
- Upperstation / wallgallery red apple / Rotterdam 2011
- The Bombed House / Oorlogs en verzetmuseum / Rotterdam 2010
- The Far Off Trip / kunstcentrum Delft / Delft 2009
- Sol Planet / Reikjaholi / IJsland 2009
- Tear down the wall into the fifth dimension /Motelmozaique / Rotterdam 2008
- ArtAmsterdam / Buro Dijkstra (met Olaf Mooij en Jan Bokma) / Amsterdam 2007
- To other planets / Cokkie Snoei / Rotterdam 2007
- Museum Boijmans v Beuningen / Rotterdam 2007
- Mental History / Rechtsachter CBK / Rotterdam 2007
- Buro Dijkstra / Amsterdam 2007
- Swelling spots / Maurits van de Laar galery (met Lisan Freysen) / Den Haag 2006
- Sol planet / Yapali/ Turkije 2005
- Het leven op aarde / Pictura / Dordrecht 2005
- museum Nagsael / Rotterdam 2004
- Maurits van de Laar gallery (met Urs Pfannenmühler) / Den Haag 2004
- kunstcentrum Delft / Delft 2003
- Looking for Chapter Zero / Cokkie Snoei (met Judy Linn) / Rotterdam 2003
- Looking for Chapter Zero / TENT / Rotterdam 2002
- Looking for Chapter Zero / kunstcentrum Delft/ Delft / Cokkie Snoei / Rotterdam 2002